# Leo Talamonti
Leo Talamonti (Loreto Aprutino, 31 luglio 1914 – Roma, 5 agosto 1998) è stato un giornalista, scrittore e divulgatore scientifico italiano, esperto dell’occulto, del paranormale e della caratterologia. I suoi libri sono stati tradotti e pubblicati in sette lingue europee.

## Biografia
Ufficiale dell'aeronautica, Leo Talamonti abbandona la carriera militare negli anni cinquanta del XX secolo, per dedicarsi alla divulgazione scientifica. Si occupa particolarmente di inchieste giornalistiche di una certa problematica psicologica e – soprattutto – dei fenomeni paranormali.
Scrive saggi e articoli che appaiono in riviste e periodici italiani (L'elefante, Settimana Incom illustrata, Scienza e Vita, Orizzonti) e stranieri (Planète in Francia, Horizonte in Spagna). In particolare, conduce, sulla Settimana Incom illustrata, diretta da Lamberto Sechi, le rubriche: Inchiesta ad occhi aperti sui fenomeni paranormali (1961-62), Viaggio alle frontiere della mente (1962), Viaggio nella dimensione ignorata dell'universo (1963-64). In tali rubriche, i lettori sono invitati a collaborare, mediante segnalazioni di eventi paranormali oggetto delle inchieste pubblicate e nei quali si sono trovati coinvolti. Ad ogni lettera segue un breve commento dell'autore. Il successo della rubrica è sorprendente.
Nel 1966, per il Gruppo Sugar, Talamonti pubblica il suo primo libro sull'argomento: Universo proibito: una rigorosa inchiesta sulla dimensione insolita della vita: magia, chiaroveggenza, fantasmi, sdoppiamenti, medianità. Il libro diviene un cult per gli appassionati dell'occultismo e della parapsicologia. Nel 1969 è ripubblicato dalla Mondadori, che ne stampa varie edizioni; viene tradotto e pubblicato anche in Francia (1970), Spagna (1970), Germania (1970), Gran Bretagna (1974), Finlandia (1977) e Stati Uniti d'America (1977).
Avvicinatosi alla caratterologia già nel 1956, essendogli stato commissionato dalla Rai un lavoro intitolato Presentazione alla caratterologia, nel 1968 Talamonti pubblica Guida al carattere, che sarà tradotto e pubblicato anche in portoghese. L'anno dopo fa una fugace apparizione cinematografica nel film Colpo di stato, di Luciano Salce, recitando la parte del Presidente del Consiglio.
Nel settembre del 1972, Talamonti fonda e dirige per alcuni mesi (18 numeri, fino a marzo 1974) la rivista Scienza e ignoto.
Nel 1974 pubblica “La mente senza frontiere, tradotto anche in Francia (1978) e Spagna (1976); nel 1975 esce: Gente di frontiera, pubblicato anche in Spagna (1978) e, nello stesso anno, Parapsicologia della vita quotidiana, nel quale raccoglie la corrispondenza più significativa intrattenuta con i lettori della Settimana Incom.
Tre anni dopo (1979) raccoglie in un libro i suoi studi sul mondo animale e vegetale, pubblicando Parapsicologia e misteri del mondo animale: il libro delle piante intelligenti e degli animali-medium. Pubblica il suo ultimo libro nel 1990: I protagonisti invisibili.
Muore a Roma, dove si era trasferito da alcuni anni, nel 1998.

## Opere
- Universo proibito, prefazione di William Mackenzie, Milano, Sugar, 1966, SBN RAV0209228.
- Guida al carattere, Milano, Sugar, 1968, SBN SBL0553960.
- La mente senza frontiere, Milano, SugarCo, 1974, SBN SBL0556315.
- Gente di frontiera, Milano, Mondadori, 1975, SBN LI30019123.
- Parapsicologia della vita quotidiana, Milano, Rizzoli, 1975, SBN SBL0559934.
- Parapsicologia e misteri del mondo animale: il libro delle piante intelligenti e degli animali-medium, Milano, Rizzoli, 1979, SBN SBL0157246.
- I protagonisti invisibili, Milano, Rizzoli, 1990, ISBN 88-17-84022-X.